# المدرسة الوطنية للتجارة والتسيير بالقنيطرة
المدرسة الوطنية للتجارة والتسيير بالقنيطرة (ENCG) هي مدرسة تجارة مغربية تأسست في عام 2005 في مدينة القنيطرة. تنتمي إلى الشبكة الرفيعة للمدارس الوطنية للتجارة والتسيير بالمغرب وجامعة ابن طفيل. تأسست المدرسة لتلبية احتياجات سوق العمل المحلي والوطني من الكوادر العليا، قادرة على تحديث إدارة الشركات ومواجهة تحدي التنافسية.
قامت ENCG القنيطرة بتمثيل المغرب في أكتوبر 2010 في كأس العالم لمسابقة SIFE 2010 في لوس أنجلوس بعد أن فازت في مسابقة SIFE المغرب 2010 أمام 36 مدرسة مغربية. شهدت هذه المشاركة تأهل فريق SIFE ENCG القنيطرة إلى الدور نصف النهائي، حيث حققت المركز الثامن ضمن أفضل 8 فرق في العالم.
للمرة الثانية على التوالي ، فازت ENCG القنيطرة ، في 2011 تشرين الثاني (نوفمبر) 2011 ، الجائزة الكبرى لبطولة الإدارة الدولية التي تنظمها نقابة المحاسبين القانونيين المغاربة بالشراكة مع بورصة الدار البيضاء.

## التعريف بالمدرسة
تأسست المدرسة الوطنية للتجارة والتسيير بالقنيطرة (ENCGK) في عام 2005. وفي يوم الاثنين الموافق 13 أكتوبر 2008، قام الملك محمد السادس بوضع حجر الأساس لبناء المباني الجديدة لهذه المؤسسة. تعد ENCGK مؤسسة تعليم عالي حكومية تهدف إلى التعليم والتدريب المستمر والبحث في مجال التقنيات التجارية وعلوم الإدارة.
يتم تعزيز مستوى التعليم المقدم في ENCG من خلال صرامة الاختيار في كل سنة جامعية، وجودة الأساليب التعليمية: تعليم وحدات دراسية قابلة للتطور يتناوب بين النظرية والتطبيق ويمنح مساحة واسعة لمشاركة الطلاب في الحياة الجمعوية وتوسيع آفاقهم باستمرار في البيئة الاجتماعية والاقتصادية المحلية والدولية.

### تمرين
تمتد الدورة في ENCG بالقنيطرة على 10 فصول دراسية (5 سنوات) من التدريب بعد البكالوريا ، في الإدارة أو التجارة. تشكل العناصر 1 و 2 و 3 (هـ) النواة المشتركة المخصصة لاكتساب التدريب الأساسي في مختلف التخصصات المطلوبة للتجارة والإدارة.
في 4عشر في السنة ، يتم الاختيار بين مجري التجارة أو الإدارة.
من الفصل 8 ، يختار الطلاب أحد الخيارات التالية :
| قطاع التجارة                                   | قطاع الإدارة                                                                     |
| ---------------------------------------------- | -------------------------------------------------------------------------------- |
| - التسويق والعمل التجاري - تجارة دولية - إعلان | - التدقيق والرقابة الإدارية - الإدارة المالية والمحاسبية - ادارة الموارد البشرية |

### القبول في المدرسة
يأتي الطلاب الذين تم اختيارهم بدقة من جميع مناطق المملكة. القبول النهائي في ENCG بالقنيطرة مشروط بنجاح امتحان القبول الذي يتم على مرحلتين.
1. الاختيار الأولي : يتم حسب الجدارة ، على أساس المعدل العام للعلامات التي تم الحصول عليها في البكالوريا من التعليم الثانوي.
2. امتحان كتابي : أو TAFEM (اختبار الأهلية للتدريب الإداري). في شكل MCQ (استبيان متعدد الخيارات) ، يتضمن 4 اختبارات فرعية :
  - الاختبار الفرعي 1 : حفظ
  - الاختبار الفرعي 2 : حل المشكلات
  - الاختبار الفرعي 3 : ثقافة عامة
  - الاختبار الفرعي 4 : اللغويات وعلم الدلالة

## أنشطة
2022
- مدرسة التجارة بالقنيطرة تحتفي بالخريجين[1]‘.[2]

## روابط خارجية
- الموقع الرسمي
- ENCG kenitra
- Formation ENCG Kénitra et Master Spécialisé